# Estadio Universitario BUAP
Das Estadio Universitario BUAP ist ein Leichtathletikstadion auf dem Gelände der Benemérita Universidad Autónoma de Puebla im Süden der mexikanischen Millionenstadt Heroica Puebla de Zaragoza. Es dient der Fußballmannschaft der Lobos de la BUAP als Heimspielstätte.

## Geschichte
Das Stadion wurde in den späten 1990er Jahren errichtet, nachdem die Fußballmannschaft der Lobos BUAP 1996 zum dritten Mal (nach 1939 und 1966) ins Leben gerufen worden war.
Um es für die höheren Spielklassen im Profifußball tauglich zu machen, wurde es bereits 2011 umgebaut und erweitert.
Als die Stadien Luis de la Fuente El Pirata der Tiburones Rojos Veracruz und Cuauhtémoc des Stadtrivalen Puebla FC in den Jahren 2014/15 umgebaut bzw. anderweitig genutzt wurden, diente das Estadio Universitario BUAP diesen Vereinen vorübergehend als Heimspielstätte in der Liga MX.
Durch den Aufstieg der Lobos BUAP am Ende der Zweitliga-Saison 2016/17 wird das Stadion in der Saison 2017/18 dauerhafter Spielort in der ersten Liga sein.